# منتخب مقدونيا لكرة اليد للناشئين
منتخب مقدونيا لكرة اليد للناشئين هو ممثل مقدونيا الشمالية الرسمي في المنافسات الدولية في كرة اليد للناشئين
.